# Cheshmeh Qolī
Cheshmeh Qolī (persiska: چشمه قلی, چَشمِه قُلی, وزون آقاچ, عَوز آغاچ) är en ort i Iran.   Den ligger i provinsen Kurdistan, i den nordvästra delen av landet, 400 km väster om huvudstaden Teheran. Cheshmeh Qolī ligger 1 839 meter över havet och antalet invånare är 153.
Terrängen runt Cheshmeh Qolī är huvudsakligen lite kuperad. Cheshmeh Qolī ligger nere i en dal.Runt Cheshmeh Qolī är det ganska glesbefolkat, med 30 invånare per kvadratkilometer. Närmaste större samhälle är Khvodlān, 8,1 km söder om Cheshmeh Qolī. Trakten runt Cheshmeh Qolī består i huvudsak av gräsmarker.